# Calymmatium draboides
Calymmatium draboides är en korsblommig växtart som först beskrevs av Sergei Ivanovitsch Korshinsky, och fick sitt nu gällande namn av Otto Eugen Schulz. Calymmatium draboides ingår i släktet Calymmatium och familjen korsblommiga växter. Inga underarter finns listade i Catalogue of Life.